# Plebejus kovacsi
Plebejus kovacsi är en fjärilsart som beskrevs av Szabó 1954. Plebejus kovacsi ingår i släktet Plebejus och familjen juvelvingar. Inga underarter finns listade i Catalogue of Life.